# Tareq Ahmed
Tareq Ahmed Al Hammadi, talvolta riportato come Tariq Ahmed Mohamed Hassan Al-Hammadi (in arabo طارق أحمد‎?; Dibā, 12 marzo 1988), è un calciatore emiratino, centrocampista del Dibba Al-Fujairah.

## Carriera

### Club
Dopo aver giocato per circa dieci anni nella squadra dell'Al-Nasr, nell'estate del 2023 si è trasferito all'altra squadra di Dubai dello Shabab Al-Ahli, sempre militante nella UAE Arabian Gulf League dove rimane per un anno, prima di trasferirsi nell'Emirates nel febbraio 2024.

### Nazionale
Ha segnato il primo gol con la Nazionale di calcio degli Emirati Arabi Uniti contro l'Indonesia nelle qualificazioni al campionato mondiale del Qatar 2022.

## Statistiche

### Cronologia presenze e reti in nazionale
| Cronologia completa delle presenze e delle reti in nazionale ― Emirati Arabi Uniti | Cronologia completa delle presenze e delle reti in nazionale ― Emirati Arabi Uniti | Cronologia completa delle presenze e delle reti in nazionale ― Emirati Arabi Uniti | Cronologia completa delle presenze e delle reti in nazionale ― Emirati Arabi Uniti | Cronologia completa delle presenze e delle reti in nazionale ― Emirati Arabi Uniti | Cronologia completa delle presenze e delle reti in nazionale ― Emirati Arabi Uniti | Cronologia completa delle presenze e delle reti in nazionale ― Emirati Arabi Uniti | Cronologia completa delle presenze e delle reti in nazionale ― Emirati Arabi Uniti |
| Data                                                                               | Città                                                                              | In casa                                                                            | Risultato                                                                          | Ospiti                                                                             | Competizione                                                                       | Reti                                                                               | Note                                                                               |
| ---------------------------------------------------------------------------------- | ---------------------------------------------------------------------------------- | ---------------------------------------------------------------------------------- | ---------------------------------------------------------------------------------- | ---------------------------------------------------------------------------------- | ---------------------------------------------------------------------------------- | ---------------------------------------------------------------------------------- | ---------------------------------------------------------------------------------- |
| 06-10-2016                                                                         | Abu Dhabi                                                                          | Emirati Arabi Uniti                                                                | 5 – 0                                                                              | Thailandia                                                                         | Qual. Mondiali 2018                                                                | -                                                                                  | 58’                                                                                |
| 11-10-2016                                                                         | Gedda                                                                              | Arabia Saudita                                                                     | 3 – 0                                                                              | Emirati Arabi Uniti                                                                | Qual. Mondiali 2018                                                                | -                                                                                  | 72’                                                                                |
| 15-11-2016                                                                         | Abu Dhabi                                                                          | Emirati Arabi Uniti                                                                | 2 – 0                                                                              | Iraq                                                                               | Qual. Mondiali 2018                                                                | -                                                                                  | 85’                                                                                |
| 28-03-2017                                                                         | Sydney                                                                             | Australia                                                                          | 2 – 0                                                                              | Emirati Arabi Uniti                                                                | Qual. Mondiali 2018                                                                | -                                                                                  | 37’                                                                                |
| 07-06-2017                                                                         | Shah Alam                                                                          | Emirati Arabi Uniti                                                                | 4 – 0                                                                              | Laos                                                                               | Amichevole                                                                         | -                                                                                  |                                                                                    |
| 13-06-2017                                                                         | Bangkok                                                                            | Thailandia                                                                         | 1 – 1                                                                              | Emirati Arabi Uniti                                                                | Qual. Mondiali 2018                                                                | -                                                                                  |                                                                                    |
| 29-08-2017                                                                         | Al Ain                                                                             | Emirati Arabi Uniti                                                                | 2 – 1                                                                              | Arabia Saudita                                                                     | Qual. Mondiali 2018                                                                | -                                                                                  | 90’                                                                                |
| 05-09-2017                                                                         | Amman                                                                              | Iraq                                                                               | 1 – 0                                                                              | Emirati Arabi Uniti                                                                | Qual. Mondiali 2018                                                                | -                                                                                  | 40’                                                                                |
| 20-11-2018                                                                         | Dubai                                                                              | Emirati Arabi Uniti                                                                | 2 – 0                                                                              | Yemen                                                                              | Amichevole                                                                         | -                                                                                  | 69’                                                                                |
| 10-10-2019                                                                         | Dubai                                                                              | Emirati Arabi Uniti                                                                | 5 – 0                                                                              | Indonesia                                                                          | Qual. Mondiali 2022                                                                | 1                                                                                  | 78’                                                                                |
| 15-10-2019                                                                         | Distretto di Mueang Pathum Thani                                                   | Thailandia                                                                         | 2 – 1                                                                              | Emirati Arabi Uniti                                                                | Qual. Mondiali 2022                                                                | -                                                                                  | 59’                                                                                |
| Totale                                                                             |                                                                                    | Presenze                                                                           | 11                                                                                 |                                                                                    | Reti                                                                               | 1                                                                                  |                                                                                    |

## Palmarès

### Club

#### Competizioni nazionali
- UAE Arabian Gulf League: 2

Al Jazira: 2010-2011
Shabab Al-Ahli: 2022-2023
- Coppa del Presidente degli Emirati Arabi Uniti: 2

Al-Ahli: 2012-2013
Al Nasr: 2014-2015
- Coppa del Golfo Arabico degli Emirati Arabi Uniti: 3

Al-Ahli: 2011-2012
Al Nasr: 2014-2015, 2019-2020
- UAE Super Cup: 1

Shabab Al-Ahli: 2023

#### Competizioni internazionali
- Coppa dei Campioni del Golfo: 1

Al Nasr: 2014